# Ways of the Sea
Ways of the Sea (Halaw) è un film del 2010 diretto da Sheron Dayoc.

## Trama
Vari personaggi che cercano di attraversare clandestinamente il braccio di mare che separa le Filippine dalla più ricca Malaysia compongono un quadro molto realistico, quasi documentario, della popolazione che ogni giorno rischia tutto nella speranza di trovare un lavoro. Emigrare sembra essere l'unica via di salvezza.
Tra i passeggeri della barca troviamo Hernand, lo scafista, con sua "nipote" che in realtà è una giovane vergine da avviare al mestiere; due fratelli che vogliono ritrovare la madre; Mercedes, una prostituta veterana che ha già fatto il viaggio varie volte.